# 최효원 묘역
최효원 묘역은 조선 후기 숙종의 후궁 숙빈 최씨의 아버지 최효원과 어머니 남양홍씨의 묘소이다. 서울특별시 은평구 진관외동 산85번지에 소재해 있다. 묘역이 조성될 1744년 당시에는 양주군 신혈면 신혈리로써, 이는 최효원의 묘비문에 새겨져 있다. 최효원 내외와 그의 장인 홍계남, 처삼촌 홍계웅, 아들 최후와 자손들의 묘역이 인접 지역에 조성되어 있다. 은평메디텍고등학교 북쪽에 소재해 있다.

## 개요
최효원은 선략장군 행충무위 부사과를 지냈으며, 사후 둘째 딸 숙빈 최씨가 숙종의 후궁이 되어 영조를 낳고, 그가 임금이 되면서 1734년 외할아버지에게 증 의정부영의정 겸 영경연 홍문관 춘추관 관상감사를 추증했다. 최효원의 자세하 생애는 알려진 것이 없으며, 비문에 나타난 가계는 최효원의 아버지 최태일, 조부 최말정, 증조 최억지까지 알려져 있으며 그 이상의 세계는 알려진 것이 없다. 부인은 남양홍씨로 통정대부를 지내고 사후 증 숭정대부 의정부우찬성에 추증된 홍계남과 강릉김씨의 딸이다. 최효원 내외의 자녀는 비석에 나타난 자녀로는 아들 최후와 딸 최씨는 서전에게 시집갔고, 둘째 딸이 숙빈 최씨로서 숙종의 후궁이자 영조의 생모가 된다. 묘비문은 선조의 서자 인성군 공의 증손 서평군 이요가 1744년 3월에 짓고, 썼다.
최효원 내외 묘소 근처에는 최효원의 장인 홍계남과 강릉김씨 내외, 처삼촌 홍계웅과 김화김씨 내외의 묘소, 최효원의 아들이자 숙빈 최씨의 친정오빠 최후와 순흥안씨 내외, 최효원의 손자 최수강과 그의 처 김해김씨, 증손 최진해와 풍해김씨 등의 묘소가 인근에 조성되었다.
묘역의 남쪽에는 은평메디텍고등학교가 산 아래로 내려다 보인다. 최효원 일가 묘역 인근에는 두산웨이브 아파트 227동이 건너편에 있으며, 두산웨이브 228동 건너편에서 산으로 올라가는 길이 있다. 은평메디텍고등학교가 내려다보이는 산 인근에는 한때 은언군 일가의 묘역도 소재해 있었으나, 포천으로 이장된 전계대원군 묘소를 제외하고는 행방이 알려진 것이 없다.
최효원 일가 묘역과 가까운 북한산 둘레길 옆 서울특별시 은평구 불광2동 산10-1번지에는 최효원의 아버지이자 숙빈 최씨의 할아버지 최태일, 최효원의 조부이자 숙빈 최씨의 증조부 최말정 묘역이 소재해 있다.

## 같이 보기
- 최말정 묘역
- 최효원
- 숙빈 최씨